# Callosciurus phayrei
Callosciurus phayrei är en däggdjursart som först beskrevs av Edward Blyth 1856.  Callosciurus phayrei ingår i släktet praktekorrar och familjen ekorrar. IUCN kategoriserar arten globalt som livskraftig. Inga underarter finns listade.

## Beskrivning
Ryggsidan, inklusive nos, öron, hjässa och nackens sidor har grå, agoutifärgad päls medan buksidan är blekorange till djuporange. Fötterna gulbrungrå till ljust orange. Från framhöfterna till bakhöfterna går ett diffust, 1 cm brett, mörkt band som utgör skiljelinje mellan ryggsidans och buksidans päls. Svansen har en bred (12 till 15 mm), gul längsstrimma och en svart spets. Kroppslängden är 19 till 22 cm, ej inräknat den 16 till 21 cm långa svansen.

## Utbredning
Denna praktekorre förekommer i östra Myanmar samt i angränsande (västliga) områden av den kinesiska provinsen Yunnan.

## Ekologi
Habitatet utgörs främst av lövfällande lövskogar i regnskogsområdet, men den förekommer också i blandskogar. Callosciurus phayrei uppsöker även odlade regioner med skyddande träd.